# Korinthische Ordnung

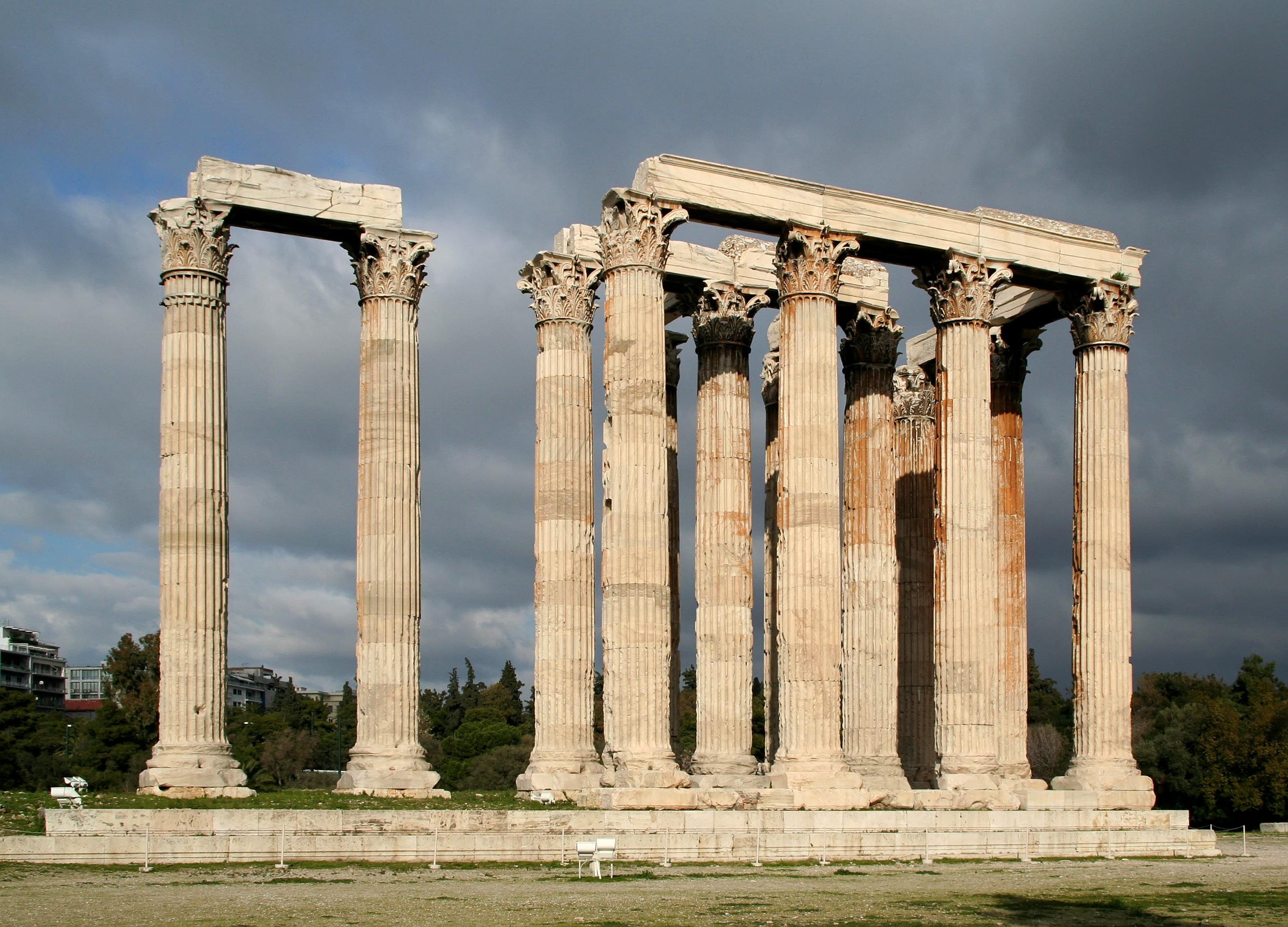
Das Olympieion in Athen

Die korinthische Ordnung ist eine der fünf klassischen Säulenordnungen. In der Hierarchie der Säulenordnungen nimmt sie den Platz zwischen der ionischen und der kompositen Ordnung ein.

## Aufbau der korinthischen Ordnung

Korinthische Säulenordnung

Die klassische korinthische Ordnung ist wie folgt aufgebaut:

### Sockel
Fundament und Sockel eines Gebäudes korinthischer Ordnung bestehen aus dem Stereobat (Gründung) und der Krepis (Stufenunterbau). Das Fundament lagert hauptsächlich im Boden und ist nur an der geglätteten und halb freiliegenden obersten Schicht, der Euthynterie, sichtbar. Dem Fundament folgt die Krepis mit ihren drei Stufen. Die oberste Stufe wird als Stylobat bezeichnet und dient als Unterlage für die aufstrebenden Säulen.

### Säule
Auf kompositer oder attischer Basis mit Plinthe erhebt sich der ionisch kannelierte Säulenschaft mit 24 Kanneluren. Die unteren Teile der Säulenschäfte wurden bisweilen facettiert, gern wurden die Kanneluren im unteren Drittel auch mit sogenannten Pfeifenstäben gefüllt. Der Schaft trägt das korinthische Kapitell. Den Kapitellkörper, Kalathos genannt, umgeben zwei versetzt angeordnete, unterschiedlich hohe Kränze aus je acht stilisierten Akanthusblättern. Aus den Eckblättern entwickeln sich sogenannte Caules bzw. Cauliculi, die jeweils zwei unterschiedlich stark gebildete Pflanzenstängel entlassen. Der kräftigere, Volute genannte Stängel wächst der Kapitellecke entgegen, während der kleinere, Helix genannte Stängel sich zur Mitte der jeweiligen Ansichtsfläche des Kapitellkörpers wendet. Die Voluten stützen gleichsam die Deckplatte des Kapitells, den Abakus, dessen Seitenflächen konkav geschwungen sind. Eine Rosette oder Abakusblume ziert die Mitte jeder der vier Abakusseiten.

### Gebälk
Das Gebälk ist aufgebaut aus Drei-Faszien-Architrav und glattem oder skulptiertem Fries. Nach einem Zwischenglied, das aus Zahnschnitt, einem Wellenprofil (cyma reversa) und Eierstab besteht, folgt das Konsolengeison, darüber eine Sima in Form eines cyma recta.

## Historische Entwicklung

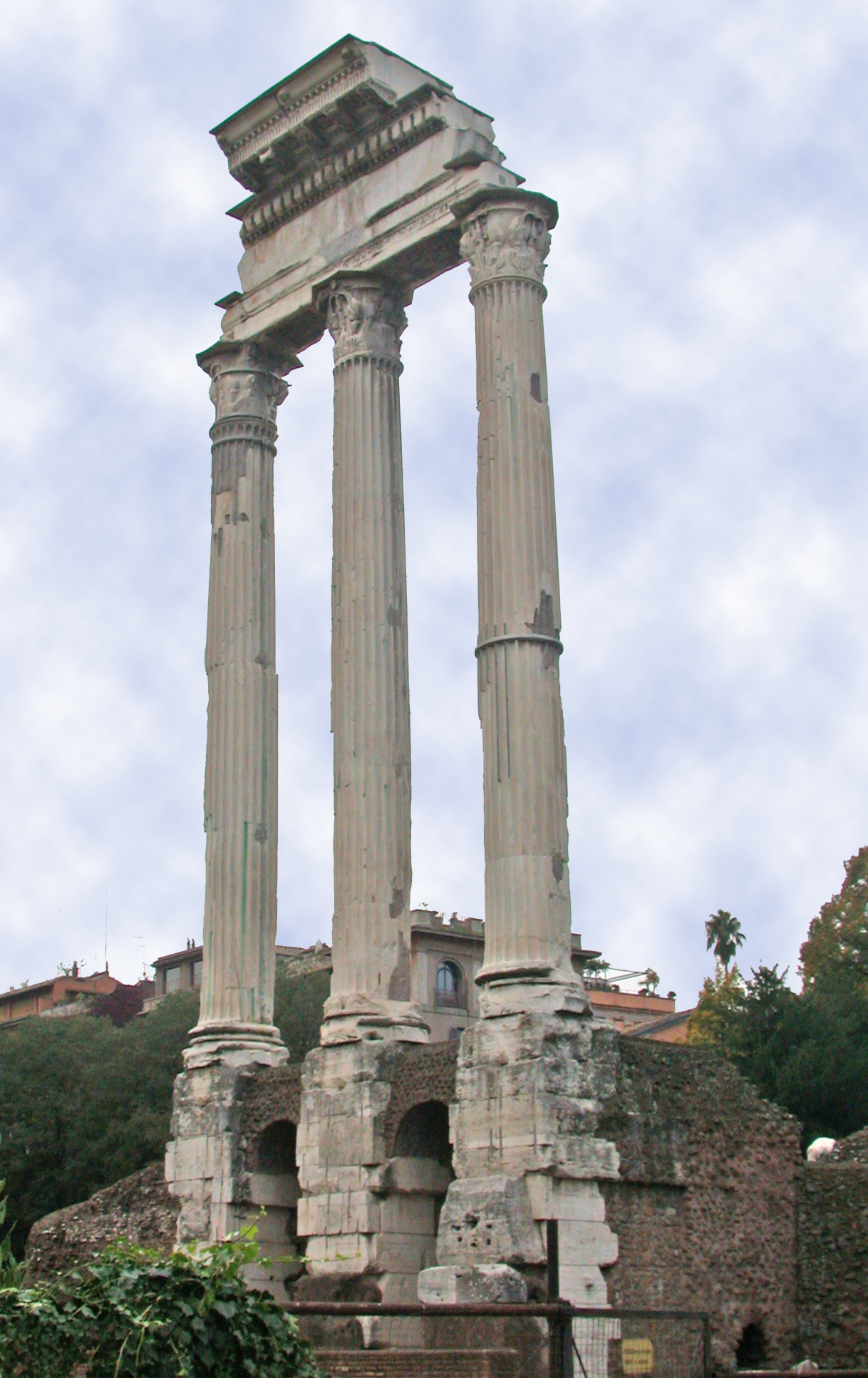
Castortempel auf dem Forum Romanum

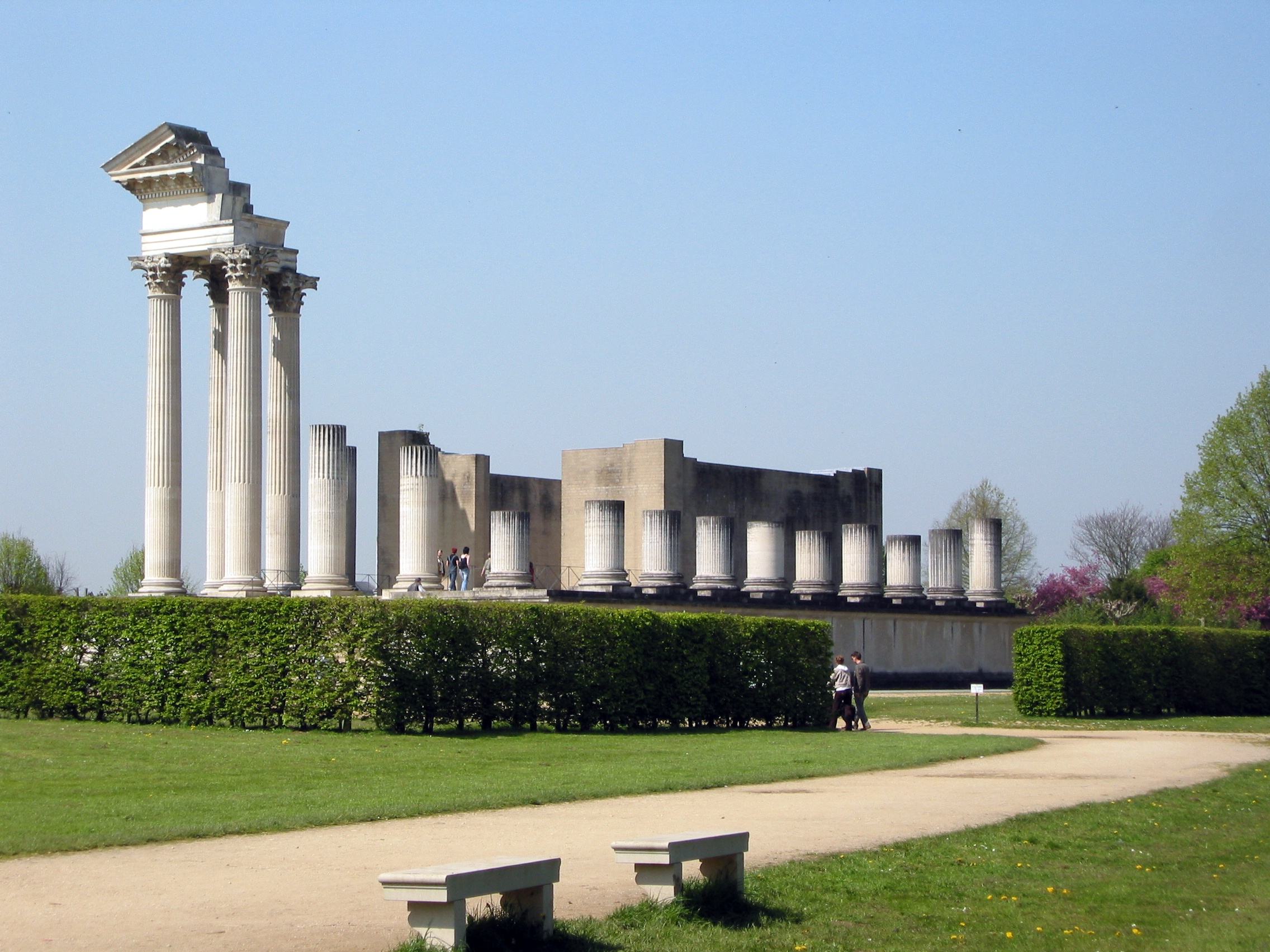
Rekonstruktion des Hafentempels der Colonia Ulpia Traiana (Xanten)

Die korinthische Ordnung ist der jüngste der drei Baustile der antiken griechischen Architektur. Ihre Entwicklung begann in historischer Zeit gegen Ende des 5. Jahrhunderts v. Chr. mit der „Erfindung“ des korinthischen Kapitells. Ihr kanonischer Formenapparat, der aus der ursprünglich reinen Säulenordnung eine in sich geschlossene Bauordnung machte, lag verbindlich aber erst in der Mitte des 1. Jahrhunderts v. Chr. vor. Daher lassen sich die einzelnen Schritte ihrer Entwicklung gut verfolgen.
Das älteste erhaltene korinthische Kapitell ist an der Innenarchitektur des um 400 v. Chr. fertiggestellten Apollontempels bei Bassae nachzuweisen. Die Verwendung des korinthischen Kapitells beschränkte sich zunächst auf Innenräume (Tholos von Delphi, Tholos von Epidauros, Tempel der Athena Alea in Tegea) und Kleinarchitekturen (Lysikratesmonument – erstes Auftreten in der Außenarchitektur, Ptolemaion in Samothrake, Mausoleum von Belevi).
Die frühen Beispiele korinthischer Säulen kombinierte man unter attischem Einfluss mit attischen Basen ohne Plinthe, mit ionischem Architrav in verschiedenen Ausformungen (zwei, drei Faszien oder glatt), mit ionischem Fries (glatt oder skulptiert) und ionischem Geison. Ab dem Lysikrates-Monument vermittelt als kanonisches Glied ein Zahnschnitt zwischen Fries und Geison.
Indem man die korinthische Säule in die Außenarchitektur übertrug, befreite man sie zunächst von ihrer starren Bindung an ionische Gebälkformen. Häufig werden nun Kombinationen mit dorischem Gebälk, spiegeln aber zumeist landschaftliche Vorlieben wider. In Unteritalien treten auch Mischformen mit Terrakotta-Gebälken auf (Tempel B in Pietrabbondante).
Erst im ausgehenden 3. Jahrhundert v. Chr. findet das korinthische Kapitell seinen Weg in die monumentale Tempelarchitektur. Doch nachweislich und gut datiert tritt es erst zwischen 174 und 164 v. Chr. am Olympieion in Athen in der Außenarchitektur eines Tempels auf. Auch in die italische Tempelarchitektur findet es im 2. Jahrhundert v. Chr. Eingang, wie etwa der korinthisch-dorische Forumstempel in Paestum zeigt.
Dieser Tempel belegt noch einmal die Eigenart des korinthischen Kapitells, je nach landschaftlicher Einbindung sowohl mit einem ionischen als auch mit einem dorischen Gebälk kombinierbar zu sein. Letztgenannte Variante begegnet sogar noch in augusteischer Zeit etwa am Augustus-Tempel von Philai in Ägypten. Selbst für Vitruv (4,1,1-3) war die korinthische Ordnung immer noch eine reine Säulenordnung, die nach Belieben mit einem ionischen oder dorischen Gebälk verbunden werden konnte.
Dabei kam es bereits um 100/90 v. Chr. in Italien zur Verbindung der korinthischen Ordnung mit dem Konsolengeison als neuem kanonischen Element (Dioskurentempel in Cora). In der Folge setzt sich in Mittelitalien, insbesondere in Rom die klassische korinthische Ordnung durch, wie sie oben definiert wurde. Sie begegnet uns an fast allen stadtrömischen Tempeln der späten Republik und des frühen Prinzipats wie dem Apollotempel in circo oder dem Mars-Ultor-Tempel, aber auch in den römischen Provinzen wie an der Maison Carrée in Nîmes und vielen Bauten mehr. In ihrer Kombination attischer, kleinasiatischer und römisch-italischer Elemente ist die korinthische Ordnung eine der wichtigsten verbindenden Gestaltungsformen der römischen Reichsarchitektur.
Bis in die Spätantike bleibt die korinthische Ordnung in ihrer kanonischen Ausbildung erhalten. Mit der Wiederentdeckung antiker Architektur und der einsetzenden Vitruv-Rezeption in der Renaissance setzt auch die Wertschätzung der korinthischen Ordnung wieder ein, die korrekt nach dem Vorbild Vitruvs gestaltet wird. Bei Prachtbauten bis weit in das 19. Jahrhundert hinein wurde die korinthische Ordnung eingesetzt.

## Begriffsherleitung

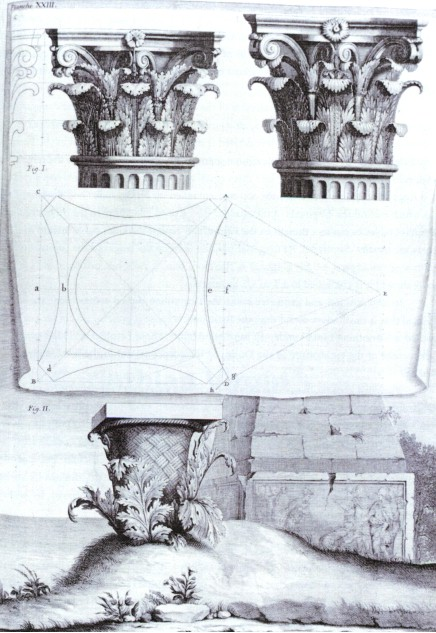
Erzählung Vitruvs zum Ursprung der korinthischen Ordnung, illustriert in Claude Perraults Vitruvius, 1684

Vitruv (4,1,9–10) überliefert folgende Anekdote zur Entstehung des korinthischen Kapitells: Eine jungfräuliche Korintherin erkrankte und starb. Voller Trauer sammelte ihre alte Amme die Spielsachen, die die Verstorbene in ihrer Kindheit besonders geliebt hatte, in einen Korb und stellte diesen auf das Grab. Damit die Sachen unter freiem Himmel nicht so schnell zu Schaden kommen würden, legt die Amme eine steinerne Platte zur Abdeckung auf den Korb. Der Korb stand aus Zufall über einer Akanthuspflanze, deren Triebe an den Korbseiten emporwuchsen. Dies sah im Vorübergehen Kallimachos, ein Maler und Bildhauer aus dem 5. Jahrhundert v. Chr., und ließ sich davon zum Schaffen des korinthischen Kapitell inspirieren.
Inwieweit diese Geschichte die Entstehung des korinthischen Kapitells als lokal-korinthisches Geschehen (apud Corinthios) reflektiert, ist nicht geklärt. Eine weit verbreitete Interpretation führt den Namen auf das Material, aus dem die ersten derartigen Kapitelle gefertigt worden sein sollen, zurück: korinthische Bronze. Vor allem Plinius (naturalis historia 34,13) wird herangezogen, um diese Herleitung zu stützen. Plinius nennt die porticus Octavia in Rom korinthische wegen ihrer „ehernen“ Kapitelle (quae Corinthia sit appellata a capitulis aereis columnarum). Doch wurde die Porticus Corinthia wegen des Materials genannt, nicht aber wegen der Form ihrer Kapitelle. Philologische Hinweise sprechen für eine geographische Herleitung des Namens, da bereits ab dem 3. Jahrhundert v. Chr. im griechisch-hellenistischen Kulturraum die Kapitellform als korinthiourges bezeichnet wird. Wortbildungen mit -ourges bezeichnen aber immer die lokale Herkunft einer Formgebung.

## Weitere antike Quellen
- Kallixeinos von Rhodos apud Athenaios 5,205c (= FGrHist 625 C 1, 38)
- Pausanias 8,45,4
- Strabon 4,4,6